# Alvah Crocker

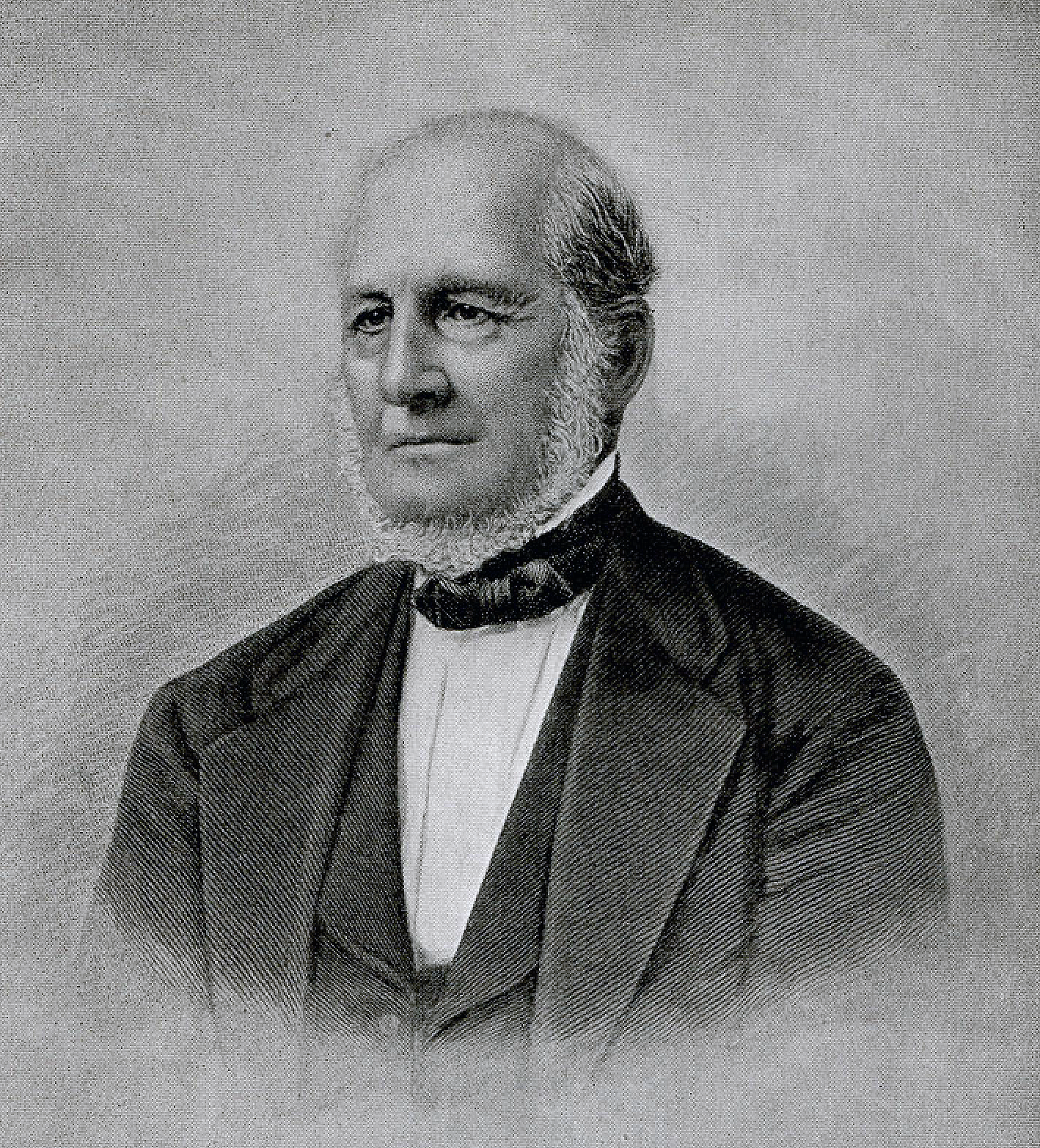
Alvah Crocker

Alvah Crocker (* 14. Oktober 1801 in Leominster, Worcester County, Massachusetts; † 26. Dezember 1874 in Fitchburg, Massachusetts) war ein US-amerikanischer Industrieller und Politiker.

## Leben
Nach dem Besuch öffentlicher Schulen und der Groton Academy stieg er in die Papierindustrie zuerst in Franklin (New Hampshire) und ab 1823 in Fitchburg ein. Mithilfe von Krediten baute er bald ein eigenes Unternehmen auf. Die anfänglichen Schwierigkeiten wurden bald überwunden. Zu einem Glücksfall wurde für ihn der Erwerb des gesamten Bodens im Nashua Valley, um eine Straße zu bauen. 1836 wurde er ins Repräsentantenhaus der Vereinigten Staaten als Abgeordneter für Massachusetts gewählt. Später sollte er noch 1842 und 1843 einen Sitz erhalten.
Seine Wahlerfolge beruhten vor allem auf seinen Verdiensten beim Bau von Eisenbahnstrecken von Boston Richtung Westen, um das Hinterland von Massachusetts zu erschließen. Aus diesem Grund initiierte er auch den Bau des Hoosac-Tunnels, um eine Eisenbahnverbindung nach Vermont zu schaffen. Neben seiner Präsidentschaft mehrerer Eisenbahngesellschaften, unter anderem der Boston and Fitchburg Railroad und der Troy and Boston Railroad, investierte er weiterhin in seine Papierfabriken, die bald die größten in den Vereinigten Staaten wurden. Neben seinen Papierfabriken und -mühlen errichtete er Gießereien und Maschinenhallen. Er benutzte erstmals Putzwolle, um weißes Papier herzustellen.
Während der Zeit des Bürgerkrieges saß er im Senat von Massachusetts. Im 42. Kongress war er als Republikaner Nachrücker des ausgeschiedenen William B. Washburn. Er wurde in den 43. Kongress wiedergewählt und amtierte dort bis zu seinem Tod.
Crocker wurde auf dem Laurel Hill Cemetery bestattet.